# セトゥ人
セトゥ人（セトゥじん、セトゥ方言: setokõsõq , setoq;  エストニア語: setukesed , setud;  英語: Setos;  ロシア語: сету）とは、エストニアおよびロシア連邦のプスコフ州に居住する少数民族。

## 概要
セトゥ人はエストニアとロシアにまたがり居住する民族で、ヴォル人と同じく、エストニアではエストニア人の下位集団（サブ・ナショナリティ）と見做されている。
セトゥ人の人口は約10,000人とされ、大部分はエストニアに暮らし、ロシアのプスコフ州ペチョールィにはわずかに300人ほど居住する。ロシアに住むセトゥ人はロシア語を話し、名前もロシア風になっているが、セトゥ人特有の民族的な祭りを行う。
ヴォロ語の方言であるセトゥ方言を話す。セトゥ人は罵り言葉が悪霊を呼ぶと考えているため、セトゥ方言に汚い言葉はないと言われている。

## 歴史
セトマー地域で民族集団が生まれたとされるが詳しくは分かっていない。13世紀エストニア人はドイツの影響下の元カトリックとなりセトゥ人はノヴゴロド公国の影響により東方正教会となった。
エストニア独立宣言後セトゥ人はエストニア化政策を受け、エストニア共和国が滅亡しソヴィエトになってもエストニア化は進められた。
ソヴィエト崩壊後セトマーは分断された。分断が理由で民族意識が強まり復興運動が起こる。1994年民族団体が王国建国を宣言、毎年副王、副王妃を選ぶイベントを行っている。
2010年ロシア連邦によりセトゥ人はプスコフ州の先住民と認定される。